# 浅間 (名古屋市)
浅間（せんげん）は、愛知県名古屋市西区の地名。現行行政地名は浅間一丁目および浅間二丁目。住居表示実施。

## 地理
名古屋市西区南部に位置する。南は新道一丁目・幅下一丁目、北は花の木一丁目・城西二丁目に接する。

## 歴史

### 沿革
- 1878年（明治11年）12月28日 - 名古屋村の一部により、名古屋区浅間町が成立する[1]。
- 1889年（明治22年）10月1日 - 名古屋市成立に伴い、同市浅間町となる[1]。
- 1908年（明治41年）4月1日 - 西区成立に伴い、同区浅間町となる[1]。
- 1981年（昭和56年）8月23日 - 西区浅間一丁目が江川町・上浅間町・下浅間町・浅間町・外田町の各一部、浅間二丁目が江川町・江戸屋町・押切町・上浅間町・下浅間町・菊井通・新道町・外田町・馬喰町の各一部によりそれぞれ成立する[1]。また、浅間町は前述の浅間一丁目のほか、城西一丁目・幅下一丁目にそれぞれ編入され消滅[1]。

## 世帯数と人口
2019年（平成31年）2月1日現在の世帯数と人口は以下の通りである。
| 丁目       | 世帯数  | 人口  |
| ---------- | ------- | ----- |
| 浅間一丁目 | 100世帯 | 165人 |
| 浅間二丁目 | 324世帯 | 625人 |
| 計         | 424世帯 | 790人 |

### 人口の変遷
国勢調査による人口の推移
| 1995年（平成7年）  | 888人 | [ WEB 6 ]  |  |
| 2000年（平成12年） | 869人 | [ WEB 7 ]  |  |
| 2005年（平成17年） | 863人 | [ WEB 8 ]  |  |
| 2010年（平成22年） | 855人 | [ WEB 9 ]  |  |
| 2015年（平成27年） | 815人 | [ WEB 10 ] |  |

## 学区
市立小・中学校に通う場合、学校等は以下の通りとなる。また、公立高等学校に通う場合の学区は以下の通りとなる。なお、小・中学校は学校選択制度を導入しておらず、番毎で各学校に指定されている。
| 丁目       | 小学校                                                         | 中学校                                                           | 高等学校 |
| ---------- | -------------------------------------------------------------- | ---------------------------------------------------------------- | -------- |
| 浅間一丁目 | 名古屋市立なごや小学校 名古屋市立城西小学校                    | 名古屋市立菊井中学校 名古屋市立浄心中学校                        | 尾張学区 |
| 浅間二丁目 | 名古屋市立榎小学校 名古屋市立城西小学校 名古屋市立なごや小学校 | 名古屋市立天神山中学校 名古屋市立浄心中学校 名古屋市立菊井中学校 | 尾張学区 |

2018年（平成30年）4月1日、浅間二丁目801番の1、801番の2、801番の3、901番の1、901番の2、901番の3、901番の5、902番、902番の1、903番、904番、906番、907番、915番の2について、通学区域がなごや小より榎小に変更となっている。

## 交通
- 愛知県道63号名古屋江南線（江川線）[2]
- 国道22号[2]
- 名古屋市営地下鉄鶴舞線浅間町駅[2]

## 施設

### 浅間一丁目
- 名古屋江川郵便局[2]
- 富士浅間神社[2]

- 富士浅間神社

### 浅間二丁目
- 愛知県職業訓練会館[2]
  - 愛知県板金技能専門校
- 浄土宗宝周寺[2]
- 臨済宗妙心寺派林貞寺[2]
- 海福寺[2]
- 日蓮宗妙見寺[2]
- ルアン名古屋営業所
- 新道北公園
- 清春稲荷
- 名古屋押切郵便局
- 協和児童遊園地

- 愛知県職業訓練会館
- 宝周寺

## その他

### 日本郵便
- 郵便番号 : 451-0035[WEB 3]（集配局：名古屋西郵便局[WEB 13]）。

### WEB
1. ↑  “愛知県名古屋市西区の町丁・字一覧”.   人口統計ラボ. 2017年4月8日閲覧。
2. 1 2  “町・丁目(大字)別、年齢(10歳階級)別公簿人口(全市・区別)”.   名古屋市 (2019年2月20日). 2019年3月10日閲覧。
3. 1 2  “郵便番号”.  日本郵便. 2019年3月10日閲覧。
4. ↑  “市外局番の一覧”.   総務省. 2019年1月6日閲覧。
5. ↑  名古屋市役所市民経済局地域振興部住民課町名表示係 (2015年10月21日). “西区の町名一覧”.   名古屋市. 2017年8月7日閲覧。
6. ↑  総務省統計局 (2014年3月28日). “平成7年国勢調査の調査結果(e-Stat) - 男女別人口及び世帯数 －町丁・字等” (CSV). 2019年4月27日閲覧。
7. ↑  総務省統計局 (2014年5月30日). “平成12年国勢調査の調査結果(e-Stat) - 男女別人口及び世帯数 －町丁・字等” (CSV). 2019年4月27日閲覧。
8. ↑  総務省統計局 (2014年6月27日). “平成17年国勢調査の調査結果(e-Stat) - 男女別人口及び世帯数 －町丁・字等” (CSV). 2019年4月27日閲覧。
9. ↑  総務省統計局 (2012年1月20日). “平成22年国勢調査の調査結果(e-Stat) - 男女別人口及び世帯数 －町丁・字等” (CSV). 2019年4月27日閲覧。
10. ↑  総務省統計局 (2017年1月27日). “平成27年国勢調査の調査結果(e-Stat) - 男女別人口及び世帯数 －町丁・字等” (CSV). 2019年4月27日閲覧。
11. ↑  “市立小・中学校の通学区域一覧”.   名古屋市 (2018年11月10日). 2019年1月14日閲覧。
12. ↑  “平成29年度以降の愛知県公立高等学校（全日制課程）入学者選抜における通学区域並びに群及びグループ分け案について”.   愛知県教育委員会 (2015年2月16日). 2019年1月14日閲覧。
13. ↑  郵便番号簿 平成29年度版 - 日本郵便. 2019年03月10日閲覧 (PDF)

### 書籍
1. 1 2 3 4 5 6  名古屋市計画局 1992, p. 756.
2. 1 2 3 4 5 6 7 8 9 10 11 12  「角川日本地名大辞典」編纂委員会 1989, p. 1507.

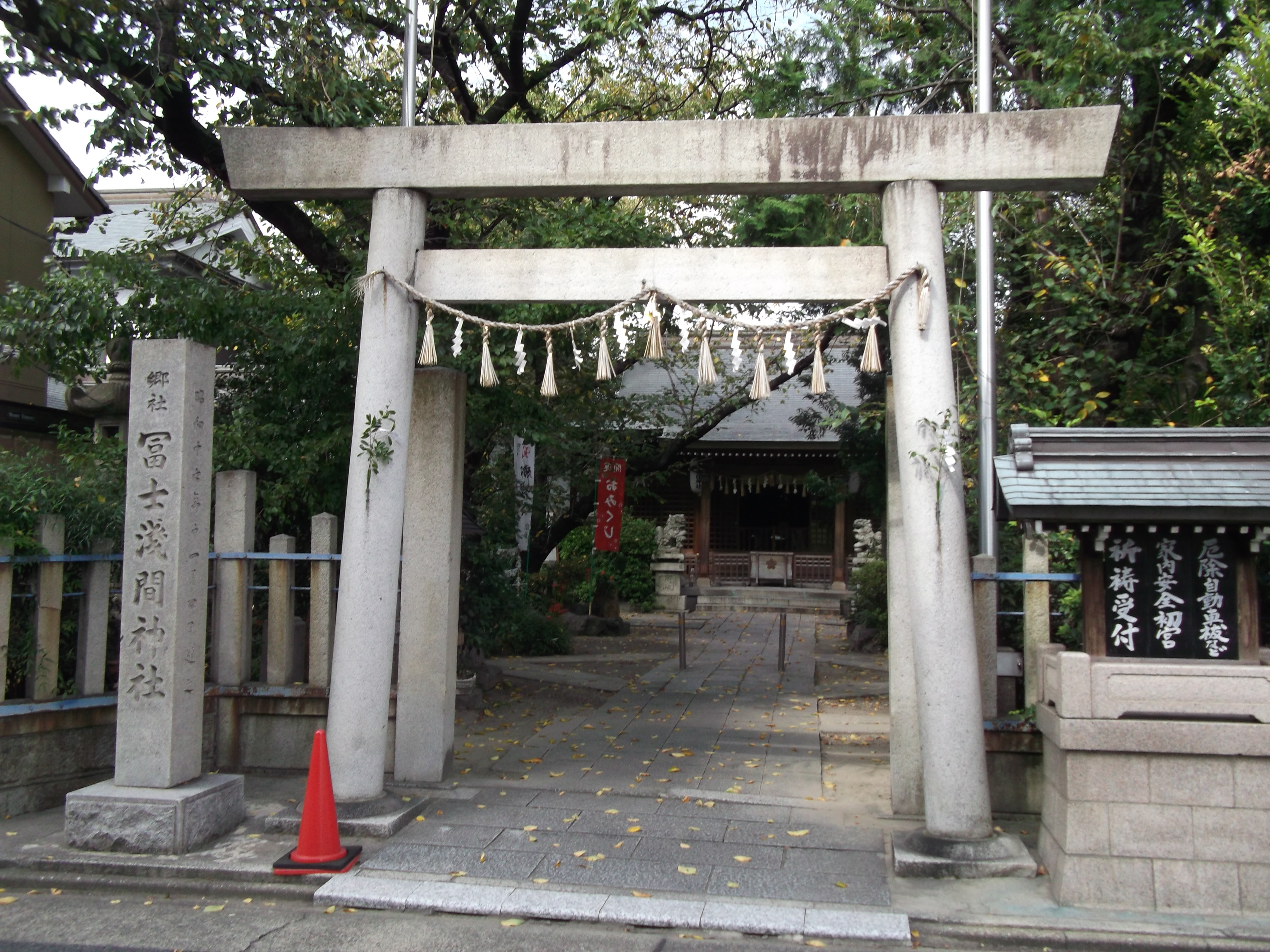
富士浅間神社

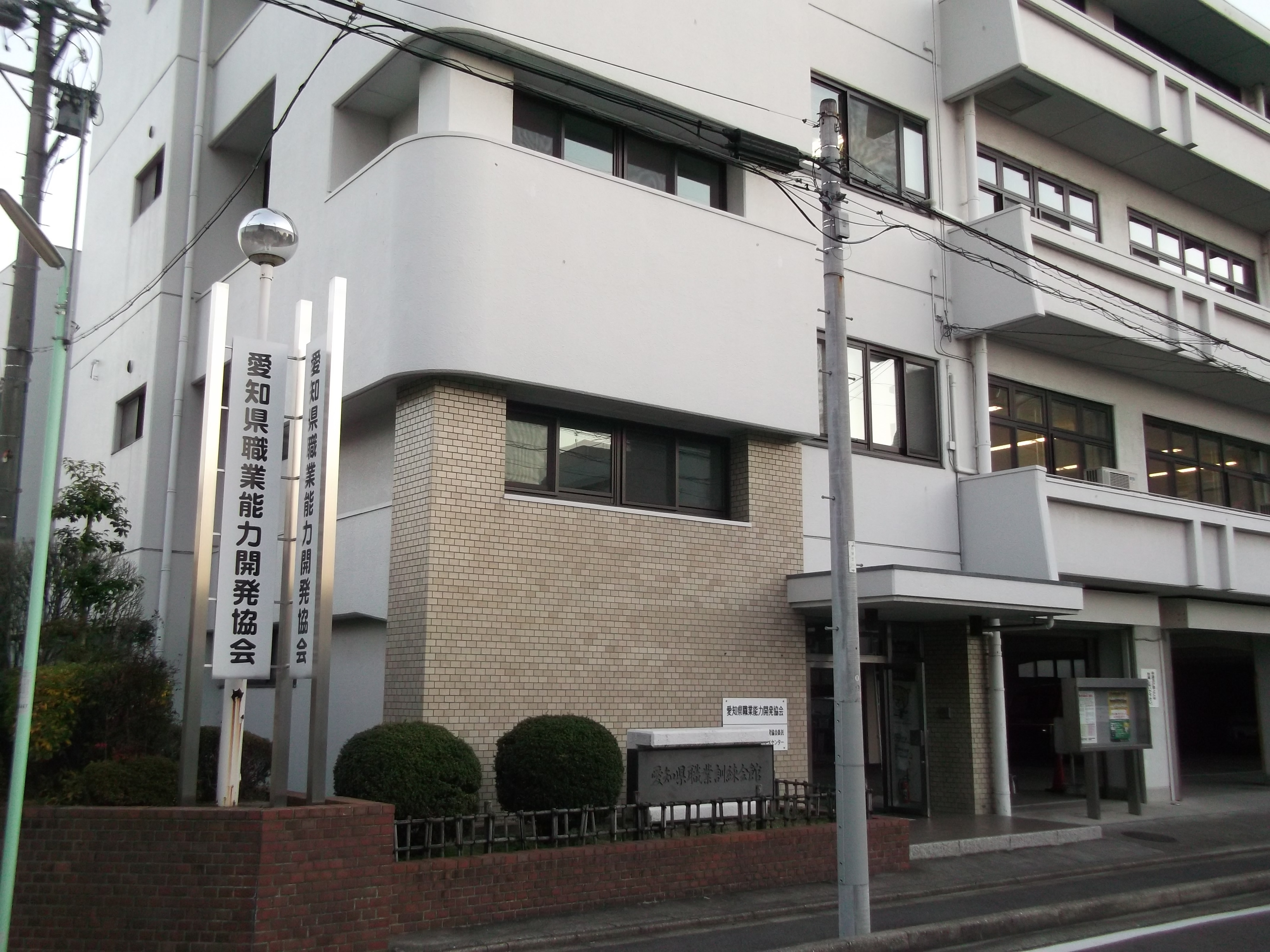
愛知県職業訓練会館
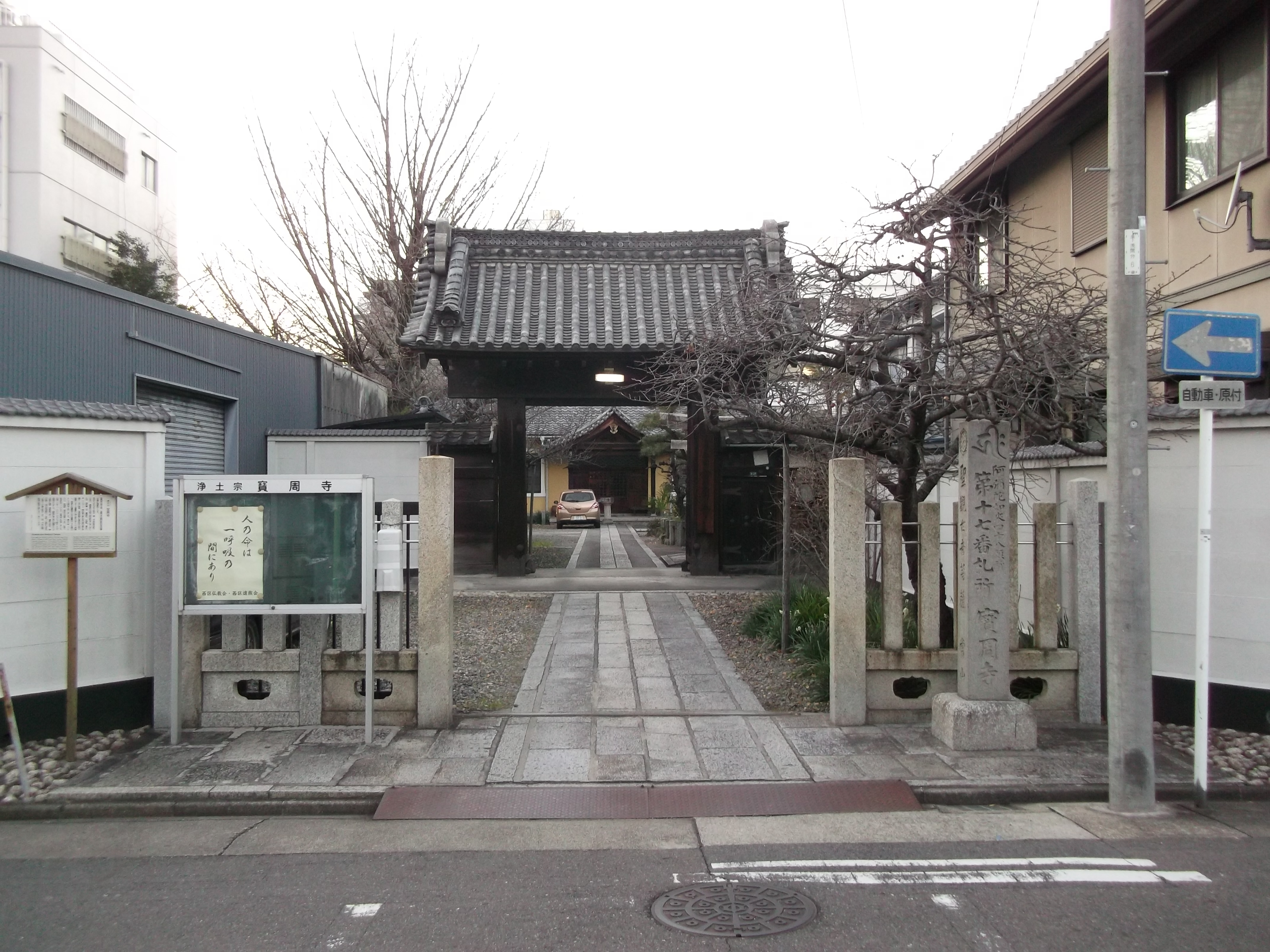
宝周寺

3. ↑  名古屋市教育委員会事務局総務部企画経理課 2018, p. 76.